# Madonna Diotallevi
Die Madonna Diotallevi ist eines der frühesten Gemälde von Raffael. 
Die Maria mit dem Kinde, das den Johannesknaben segnet wird nach seinem Vorbesitzer auch als Madonna Diotallevi bezeichnet. Das Bild entstand in Perugia noch unter dem unmittelbaren Einfluss von Pietro Perugino, dem es ehemals zugeschrieben wurde. Aufgrund der etwas altertümlich wirkenden Maria gegenüber dem Johannesknaben und dem Christuskind, mutmaßte Roberto Longhi, dass das Bild in einem längeren Zeitraum, über mehrere Jahre hinweg, entstanden sei. Diese Ansicht wird von den meisten Forschern abgelehnt, die überwiegend eine Datierung um 1502 vorschlagen.
In der Sammlung Diotallevi noch als Perugino geführt, erkannte Gustav Friedrich Waagen das Bild bereits als ein frühes Werk von Raffael und kaufte es 1842 für 150 Luigi (ca. 2907 Mark) für das Königliche Museum in Berlin an. Die Zuschreibung an Raffael wurde bis in die 1870er Jahre anerkannt. Ab dem Katalog von 1878 wurde die Autorschaft Raffaels bezweifelt. Venturi zog 1913 sogar in Erwägung, dass das Bild von einem bisher unbekannten Maler geschaffen worden sei, den er mit dem Notnamen Meister der Madonna Diotallevi bedachte. In der Folgezeit setzte sich jedoch erneut eine Zuschreibung an Raffael durch, die bis heute Bestand hat.
Das Bild war von der Erwerbung durch das Königliche Museum durchgehend bis 1939 ausgestellt. Danach wurde es in den Flakturm Friedrichshain ausgelagert. Als sich die Kampfhandlungen des Zweiten Weltkriegs immer weiter Berlin näherten, wurde das Bild im Frühjahr 1945 in das Kalibergwerk Kaiseroda-Merkers in Thüringen ausgelagert, wo es in die Hände der Amerikaner fiel. Diese schafften es in den General Art Collection Point in Wiesbaden. Erst 1956 kehrte es nach Berlin zurück, wo es von 1956 bis 1997 dauerhaft im Museum Dahlem ausgestellt wurde. Heute wird das Gemälde in der Gemäldegalerie (Berlin) ausgestellt.